# Fritz Scholz (Chemiker)
Fritz Scholz (* 4. Juli 1955 in Zeuthen) ist ein deutscher Chemiker und Hochschullehrer  für Analytische Chemie und Umweltchemie an der Universität Greifswald.

## Leben
Scholz begann sein Chemiestudium an der Humboldt-Universität zu Berlin; er wurde an dieser Universität 1982 promoviert und 1987 habilitiert. Seit 1993 war er dort als unbefristeter C3-Professor für angewandte analytische Chemie und Umweltchemie angestellt. Er war dann von 1998 bis 2021 als Lehrstuhlinhaber für Analytische Chemie und Umweltchemie (C4-Professor) an der Universität Greifswald tätig. 1987 und 1989 arbeitete er mit Alan M. Bond als Gordon Research Fellow an der Deakin University in Australien.
Die Emeritierung erfolgte im Jahre 2021.
Neben der Elektrochemie gilt sein Interesse der Geschichte der Wissenschaften und den Sprachen. Er ist seit 1977 verheiratet, Vater einer Tochter und eines Sohnes und Großvater zweier Mädchen.

## Wirken
Sein Forschungsgebiet ist die Elektrochemie und deren Anwendung in der Analytischen Chemie. Sein Arbeitsgebiet war von Beginn an die Elektroanalytik, erweiterte sich aber im Laufe der Jahre auf Grundfragen der Elektrochemie, wie beispielsweise die Mechanismen festkörperelektrochemischer Reaktionen (insbesondere thermodynamische Fragen) und das elektrochemische Verhalten von biologisch relevanten Vesikeln.
Im Jahre 1997 war er Gründer und ist bis heute Herausgeber des Journal of Solid State Electrochemistry (Springer). 2015 gründete er dann noch ChemTexts - The Textbook Journal of Chemistry, (Springer) sowie die Reihe Monographs in Electrochemistry (Springer).
Die Liste seiner wissenschaftlicher Publikationen umfasst über 300 Originalarbeiten in Zeitschriften und 41 Bücher, die er als Herausgeber oder Mitautor veröffentlicht hat.
Er ist Mitglied in der Leibniz-Sozietät,  der Gesellschaft Deutscher Chemiker, der Deutschen Bunsengesellschaft für physikalische Chemie und  der Wilhelm-Ostwald-Gesellschaft.

## Publikationen (Auswahl)
- F. Scholz, U. Schröder, R. Gulaboski: The electrochemistry of immobilized particles and droplets, Springer Berlin 2005, ISBN 978-3-540-22005-3
- F.Scholz et al.: Handbook of reference electrodes, Springer Berlin 2013, ISBN 978-3-642-36187-6
- Heike Kahlert, Fritz Scholz: Säure-Base-Diagramme : ein Leitfaden für die Praxis und für Studierende, Springer Spektrum Berlin 2014, ISBN 978-3-642-37703-7
- F. Scholz: Electrochemistry in a Divided World Innovations in Eastern Europe in the 20th Century, Springer International Cham 2015, ISBN 978-3-319-21220-3
- H. Kahlert, F. Scholz: Chemische Gleichgewichte in der Analytischen Chemie : Die Theorie der Säure-Base-, Komplexbildungs-, Fällungs-, Redox- und Verteilungsgleichgewichte, Springer Berlin 2020, ISBN 978-3-662-61107-4